# Miguel Treviño de Hoyos
Miguel Bernardo Treviño de Hoyos (n. Monterrey, Nuevo León; 27 de octubre de 1971) es un economista, politólogo, empresario, funcionario público y político mexicano. Desde el 1 de noviembre de 2018 es el presidente municipal de San Pedro Garza García.

## Primeros años
Se graduó de la licenciatura en economía por el Instituto Tecnológico y de Estudios Superiores de Monterrey en 1993 y posteriormente realizó dos maestrías, una en ciencias Políticas y gobierno por parte de la Universidad de Columbia en la ciudad de Nueva York y otra en desarrollo Económico en The London School of Economics and Political Science.

## Vida personal
Está casado con Irene Ovalle Araiza desde marzo de 1999, tiene cuatro hijos con ella que son Julia, Valentina, Sara y Jacobo Treviño Ovalle.

## Trayectoria
En 1994 se desempeñó como Asesor en la Secretaría de Comercio y Fomento Industrial, donde apoyó en la implementación y diseño de los mecanismos de intercambio de información para el Acuerdo de Cooperación Laboral de América del Norte.
Posteriormente, fue Coordinador de Temática de Campaña para la candidatura a gobernador de Nuevo León  de Fernando Canales Clariond, y en 1997 ingresó a la secretaría de Desarrollo Social como Coordinador de Asesores.
En 1998, fue Director de Planeación del Gobierno del Estado de Nuevo León, donde coordinó la elaboración del Plan Estatal de Desarrollo.
Adicionalmente, Miguel Treviño trabajó en Grupo Reforma, donde se desempeñó como Coordinador de Proyectos Editoriales, del año 2000 al 2009; entre sus responsabilidades para este grupo editorial se incluyen la de Editor en Jefe de las páginas de opinión del periódico El Norte, responsable del suplemento de The New York Times y representante del Grupo en las deliberaciones que dieron como resultado la Ley Federal de Transparencia y Acceso a la Información, aprobada en 2002.
Su trayectoria profesional también incluye la Dirección del Consejo Cívico de Nuevo León, del 2010 al 2012; la jefatura de la oficina del Gobierno de Nuevo León en 2015 y su labor como docente en el EGADE del Tecnológico de Monterrey.
En el año 2015 fue designado como Jefe de la Oficina del Gobernador en el gobierno de Jaime Rodríguez Calderón tomando protesta el 4 de octubre de 2015. Renunció al cargo a solo 5 meses de asumirlo, el 20 de febrero de 2016 siendo el quinto funcionario que renunciaba en el gobierno de Jaime Rodríguez Calderón.
En 2018 hizo una campaña en redes sociales para que el entonces gobernador de Nuevo León con licencia Jaime Rodríguez Calderón renunciara definitivamente de su cargo ya que el consideraba que Nuevo León no se merece otro gobernador distraído y de tiempo parcial.

## Presidente municipal de San Pedro Garza García

### Elecciones 2018
Miguel Treviño se postuló como candidato independiente a la presidencia municipal de San Pedro Garza García para las elecciones de 2018 donde el 1 de julio de 2018 ganó superando al Partido Acción Nacional (PAN) con Rebeca Clouthier Carrillo y 29 años seguidos de candidatos emanados de su partido.
|  | 46.88 % |

|  | 36.50 % |

|  | 5.24 % |

|  | 4.46 % |

|  | 3.70 % |

|  | 0.98 % |

|  | 0.69 % |

|  | 0.14 % |

|  | 1.37 % |

|  | 100.0 % |

### Elecciones 2021
Miguel Treviño se postuló como candidato independiente a la presidencia municipal de San Pedro Garza García para las elecciones de 2021 donde el 6 de junio de 2021 ganó superando al Partido Acción Nacional (PAN) con Mauricio Fernandez Garza y 29 años seguidos de candidatos emanados de su partido.
|  | 47.1011 % |

|  | 33.1460 % |

|  | 2.3897 % |

|  | 3.1413 % |

|  | 2.7526 % |

|  | 0.0586 % |

|  | 0.1268 % |

|  | 1.2767 % |

|  | 100.0 % |